# Nikola Žigić
Nikola Žigić (serbisch-kyrillisch Никола Жигић, * 25. September 1980 in Bačka Topola, SFR Jugoslawien) ist ein serbischer Fußballspieler und Rekordtorschütze der serbischen Nationalmannschaft.
Žigić stürmte während der WM 2006 in Deutschland neben Mateja Kežman für die serbische Nationalmannschaft. Er spielte ebenfalls für die Nationalmannschaft bei der WM 2010 in Südafrika.

## Karriere
Žigić spielte von 1998 bis 2002 in seiner Heimatstadt bei AIK Bačka Topola, kam dann nach einigen weiteren Stationen 2003 zu Roter Stern Belgrad und wechselte 2006 zum spanischen Erstligisten Racing Santander. Im August 2007 wechselte er für eine Ablösesumme von ca. 20 Millionen Euro zum FC Valencia. Bei Valencia konnte er an seine guten Zeiten bei Santander nicht anknüpfen und wurde nach eineinhalb Jahren im Januar 2009 wieder an Santander ausgeliehen. Dort fand er wieder zu alter Stärke zurück und konnte in den ersten sieben Partien fünf Tore erzielen. Am 26. Mai 2010 wurde bekannt, dass Nikola Žigić für eine Ablöse von 6 Millionen Pfund zu Birmingham City wechselt. Dort unterschrieb er bis 2014.

## Titel und Erfolge
- Meister von Serbien und Montenegro: 2003/04, 2005/06
- Pokalsieger von Serbien und Montenegro: 2003/04, 2005/06
- Spanischer Pokalsieger: 2007/08
- Englischer Ligapokalsieger: 2010/11
- Serbiens Fußballer des Jahres: 2003, 2005, 2006